# Bilohorodka, Kiev-Sveatoșîn
Bilohorodka (în ucraineană Білогородка) este localitatea de reședință a comunei Bilohorodka din raionul Kiev-Sveatoșîn, regiunea Kiev, Ucraina. În secolul al XIX-lea, satul făcea parte din volostul Bilohorodka, uezdul Kiev.

## Demografie
Componența lingvistică a localității Bilohorodka
     Ucraineană (96,75%)
     Rusă (2,86%)
     Alte limbi (0,25%)
Conform recensământului din 2001, majoritatea populației localității Bilohorodka era vorbitoare de ucraineană (96,75%), existând în minoritate și vorbitori de rusă (2,86%).

## Legături externe
- pl Biłhorod în Dicționarul geografic al Regatului Poloniei și al altor țări slave, volum I (Aa — Dereneczna) anul 1880